# Bulvár krále Alexandra

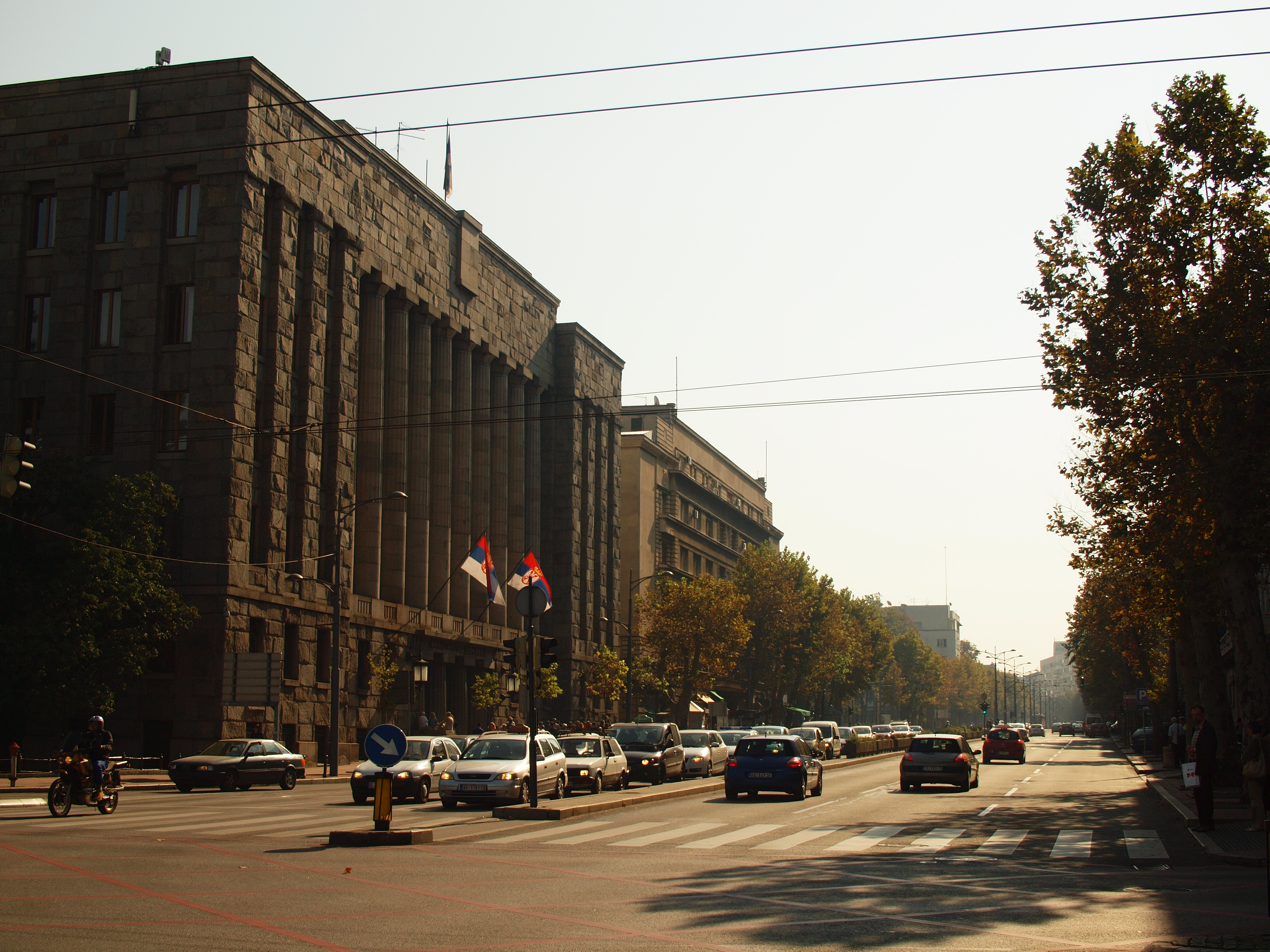
Monumentální budova Ústavního soudu na západním okraji bulváru.

Bulvár krále Alexandra (srbsky Булевар Краља Александра/Bulevar Kralja Aleksandra) je jedna z hlavních ulic (bulvárů) v centru srbské metropole Bělehradu. Dlouhá je celkem 7,5 km, což z ní činí druhou nejdelší ulici ve městě. V dobách existence socialistické Jugoslávie nesla ulice název Bulvár Revoluce (srbsky Булевар Револуције/Bulevar Revolucije). Současné jméno má podle krále Alexandra Obrenoviće, který byl v roce 1903 zavražděn se svojí celou rodinou. Místní obyvatelé třídě říkají pouze Bulevar
Bulvár prochází městem přibližně v západo-východním směru, a prochází přes území několika městských částí: Staré město, Palilula, Vračar a Zvezdara. Na své západní straně začíná na náměstí Nikoly Pašiće v blízkosti domu Odborů a budovy Skupštiny Srbska. Na východní straně přechází plynule v ulici Smederevski put, která spojuje srbskou metropoli s městem Smederevo v jeho blízkosti.

## Významné objekty
- Velvyslanectví České republiky v Bělehradu
- Chrám svatého Marka
- Ústavní soud
- park Tašmajdan
- Seismologický ústav
- Park Cyrila a Meetoděje
- Právní fakulta
- Hotel Metropol od architekta Dragiši Brašovana
- Elektrotechnická fakulta